# گابریله پین
گابریله پین (ایتالیایی: Gabriele Pin؛ زادهٔ ۱۰ سپتامبر ۱۹۶۲) بازیکن سابق و مربی فوتبال اهل ایتالیا است که هم اکنون مربی باشگاه فوتبال سپاهان است 

## دوران بازیکنی
وی در طول بازیکنی خود در هر دو پست هافبک هجومی و هافبک دفاعی بازی می‌کرد، که در مقابل خط دفاعی قرار گرفته‌است. او در تیم‌هایی همچون یوونتوس، سنرمیسه فورلی، پارما، لاتزیو و پیاچنزا نیز بازی کرده‌است. او که در تیم جوانان یوونتوس پرورش یافته بود، اولین بازی خود را در آخرین بازی مسابقات قهرمانی سری آ ۷۹–۸۰ انجام داد و بار دیگر در همان سال در مقابل فیورنتینا بازی کرد که یوونتوس در آن بازی پیروز شد. وی در حضورش در باشگاه فوتبال یوونتوس توانست به قهرمانی سری آ فصل ۸۶–۱۹۸۵ و قهرمانی جام اروپا-آمریکا جنوبی ۱۹۸۵(مسابقه قهرمان جام باشگاه‌های اروپا و جام لیبرتادورس) برسد؛ و سپس پس از آن به پارما می‌پیوندد. او از سال ۱۹۹۲ تا ۱۹۹۷ برای این تیم بازی کرد. وی با باشگاه فوتبال پارما موفق به قهرمانی در جام برندگان جام اروپا ۹۳–۱۹۹۲، جام یوفا ۹۵–۱۹۹۴ و سوپر جام اروپا ۱۹۹۳ برسد.

## دوران مربیگری
وی پس از فعالیت حرفه ای خود به عنوان فوتبالیست، مربیگری خود را در تیم‌های جوانان پارما آغاز کرد، و بعداً به عنوان دستیار آریگو ساکی و رنزو اولیویر مشغول به کار شد. با ورود چزاره پراندلی (هم تیمی اش در یوونتوس) روی نیمکت فیورنتینا، او با نقش دستیار تاکتیکی به فیورنتینا می‌پیوندد، همچنین او در سال‌های بعد در رم و فلورانس مشغول به کار شدشد. و در سال ۲۰۱۰ او به عنوان کمک مربی در تیم ملی ایتالیا منتصب شد و توانست با تیم ملی فوتبال ایتالیا به مرحله فینال جام ملت‌های اروپا ۲۰۱۲ برسد و پس از شکست از تیم ملی فوتبال اسپانیا به نایب قهرمانی یورو ۲۰۱۲ رسید و چندی بعد به همراه دستیار اول چزاره پراندلی سرمربی ایتالیا جام کنفدراسیون ها ۲۰۱۳ صعود کرد و نایب قهرمانی جام کنفدارسیون ها را نیز به افتخاراتش افزود ؛ چندماه بعد به وی به همراه تیم ملی ایتالیا به جام جهانی فوتبال ۲۰۱۴ صعود کرد ولی عملکرد خوبی با ایتالیا در جام جهانی برزیل نداشت؛ همچنین در دسامبر ۲۰۱۸، با انتصاب چزاره پراندلی به عنوان سرمربی جنوا، وی کمک مربی این تیم شد. در نوامبر ۲۰۲۰ او به همراه پراندلی به فیورنتینا بازمی‌گردد. و او پس از استعفای پراندلی از فیورنتینا می‌رود. وی همچنین در میان این سال‌ها در تیم‌هایی همچون والنسیا، النصر و گالاتاسارای هم به همراه پراندلی فعالیت داشته و در ۲۰۱۵ با گالاتاسرای که تازه روبرتو مانچینی را از دست داده بود عملکرد خوبی داشت . در ۱۱ خرداد ۱۴۰۰، فرهاد مجیدی سرمربی استقلال، در استوری اینستاگرام شخصی خود پیوستن پین به استقلال به‌عنوان دستیار را اطلاع‌رسانی کرد.

## افتخارات
به عنوان بازیکن
باشگاه فوتبال یوونتوس
قهرمان سری آ ۸۶–۱۹۸۵
قهرمان  جام بین قاره‌ای ۱۹۸۵
باشگاه فوتبال پارما
قهرمان جام برندگان جام اروپا  ۹۳–۱۹۹۲
قهرمان سوپر جام اروپا ۱۹۹۳
قهرمان جام یوفا  ۹۵–۱۹۹۴
به عنوان مربی
تیم ملی فوتبال ایتالیا
نایب قهرمان جام ملت‌های اروپا ۲۰۱۲
باشگاه فوتبال استقلال تهران
قهرمان لیگ برتر فوتبال ایران ۰۱ – ۱۴۰۰